# 正雀川
正雀川（しょうじゃくがわ）は、大阪府吹田市および摂津市を流れる淀川水系の一級河川。

## 地理
源流は千里丘陵。吹田市南正雀と摂津市正雀本町の境界付近で安威川に合流する。
一級河川としての開始点は、吹田市大字山田下字下正尺149番地先。この地名「正尺」が正雀川の名前の由来となっている。安威川合流点までの長さは3,479m。吹田市大字山田下字下正尺149番地は、現在の住所表示では吹田市五月が丘北3丁目付近になる。
かつての流域は水田地帯であり、水を引くため流路を人工的に変えられており、複雑に屈曲している。分流は並行する山田川に流入している。また、かつて流域に多数のため池が存在したが、開発によりほとんどが埋め立てられた。吹田操車場跡地と東海道線の下では暗渠になっている。

## 環境
上流部の川沿いを観察すると、流域の人家から護岸に多数の排水パイプが突き出し、生活排水が未処理のまま流入しているのが見てとれる。そのため、全体的に水質汚染が激しい。阪急正雀駅付近から安威川に合流する区間は、ユスリカが大量に発生する。対策として鯉が放流されているが、汚れた川のためか、放流されている鯉は、コイヘルペスウイルス病が確認されるなど健康状態は良くない。このほか、護岸の左右から島を張り出し、流れと深さに変化を持たせることによりユスリカの発生に適さない環境を整備したり、堤防上に電撃殺虫機が設置するなどの対策が採られている。

## 関連項目

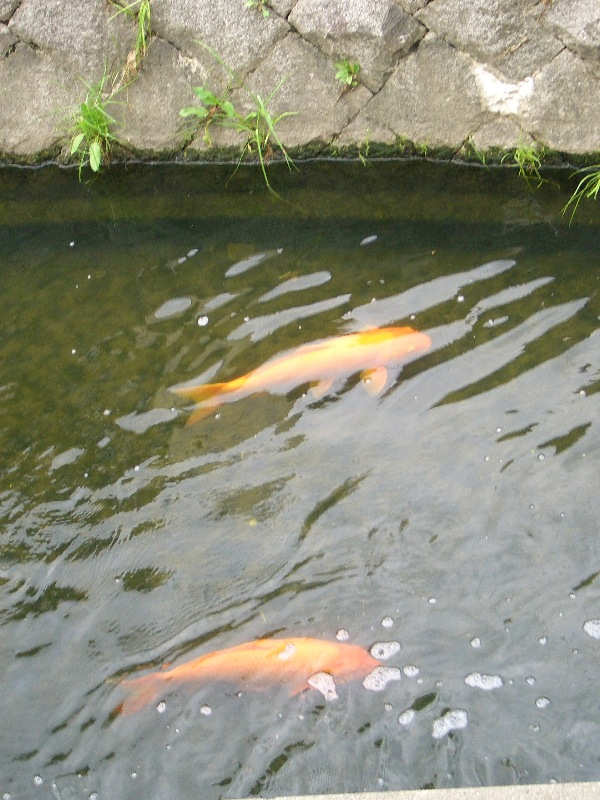
正雀川のコイ